# Joseph Reyre
Pour les articles homonymes, voir Reyre.
L'abbé Joseph Reyre (1735-1812) était un jésuite et écrivain français, spécialisé dans la littérature de jeunesse.

## Biographie
Né à Eyguières en Provence, il devint membre de la compagnie de Jésus et enseigne au collège de Lyon, puis devient préfet de celui d'Aix. 
Après la suppression des jésuites, il enseigna les humanités à Carpentras, puis se fixa à Paris en 1785 où il s'établit dans la communauté des Eudistes. 
Emprisonné à la Révolution, il est libéré le 27 juillet 1794.

## Œuvres
Il a fait plusieurs ouvrages consacrés à l'éducation, entre autres : 
- le Mentor des enfants, recueil d'instructions, de traits d'histoire et de fables, souvent réimprimé ;
- L'École des jeunes demoiselles, ou Lettres d'une mère vertueuse à sa fille, avec les réponses de la fille à sa mère, recueillies et publiées par M. l'abbé Reyre, lire en ligne sur Gallica
- Anecdotes chrétiennes ;
- Le Fabuliste des enfans et des adolescens, ou Fables nouvelles pour servir à l'instruction et à l'amusement de la jeunesse, lire en ligne sur Gallica
- Méditations évangéliques, tirées de la Vie et de la Doctrine de Jesus-Christ, pour tous les jours de l'année, trois tomes par Pierre Chaillot jeune, Avignon, Imp.Lib. rue Balance 1813
- Bibliothèque Poétique de la Jeunesse, ou Recueil de Pièces et Morceaux de Poésie, propres à orner l'esprit et à former le gout des Jeunes Gens, sans nuire à leurs mœurs, chez Eugène Onfroy à Paris, 1805